# Arevsjat, Ararat
Arevsjat (armeniska: Արևշատ) är en ort i Armenien. Den ligger i provinsen Ararat, i den centrala delen av landet, 16 kilometer söder om huvudstaden Jerevan. Arevsjat ligger 931 meter över havet och antalet invånare är 2 089. Byn grundades 1831 och döptes 1945 om till nuvarande namnet.
Terrängen runt Arevsjat är platt åt sydväst, men åt nordost är den kuperad. Runt Arevsjat är det ganska tätbefolkat, med 155 invånare per kvadratkilometer.. Närmaste större samhälle är Jerevan, 15,9 kilometer norr om Arevsjat.
Runt Arevsjat är det i huvudsak tätbebyggt.